# Winduaji
Winduaji is een bestuurslaag in het regentschap Pekalongan van de provincie Midden-Java, Indonesië. Winduaji telt 2560 inwoners (volkstelling 2010).